# Ал, Дэвид
Дэвид Х. Ал (англ. David H. Ahl, род. 17 мая 1939) — американский писатель, основатель журнала Creative Computing, автор книги BASIC Computer Games, первой компьютерной книги, проданной тиражом более миллиона экземпляров. Доктор философии.

## Биография
Получил учёные степени в области электротехники и делового администрирования. В 1969 корпорация Digital Equipment Corporation (DEC) наняла его в качестве консультанта по психологии образования и маркетингу для разработки своей линейки образовательных продуктов. Он редактировал EDU, информационный бюллетень DEC об использовании компьютеров в образовательных целях, в котором регулярно публиковались инструкции по игре в компьютерные игры на миникомпьютерах. Также он уговорил корпорацию DEC опубликовать книгу, которую он составил, «101 BASIC Computer Games». В 1973 корпорация DEC сократила разработку образовательных продуктов, и он был уволен. Однако ещё до увольнения его снова приняли на работу в подразделение DEC, занимающееся разработкой нового оборудования. Эта группа занялась созданием компьютера, который был меньше, чем любой из когда-либо построенных, намереваясь вывести новый продукт на новые рынки, такие как школы. DEC построила машину, сочетающую PDP-8 с терминалом VT50, и ещё одну, которая разместила PDP-11 в небольшой портативный корпус. Когда он был представлен операционному комитету DEC, инженерам он понравился, но отдел продаж опасался, что это сократит продажи их существующих линий. В конечном итоге решение было принято Кеном Олсеном, который в конце концов заявил: «Я не вижу причин, по которым кому-то может понадобиться собственный компьютер». На этом проект завершился.
Будучи разочарованным покинул DEC в 1974 и основал Creative Computing, один из первых журналов, освещающих революцию в области микрокомпьютеров. В течение следующего десятилетия Creative Computing охватывала весь спектр любительских, домашних и персональных компьютеров, и, хотя продал журнал Ziff Davis в начале 1980-х, продолжал выполнять свои обязанности главного редактора. В 2010 участвовал в выпуске специальных изданий двух своих классических книг по программированию, специально для новой среды разработки для начинающих под названием Microsoft Small Basic. В июне 2022 опубликовал всё, что он когда-либо написал, от прозы до программного обеспечения, в общественное достояние.